# William A. Noyes
Pour les articles homonymes, voir Noyes.
William Albert Noyes (6 novembre 1857 - 24 octobre 1941) est un chimiste analytique et organique américain. Il fait des déterminations pionnières des poids atomiques, préside le département de chimie de l'Université de l'Illinois à Urbana-Champaign de 1907 à 1926, est le fondateur et le directeur de plusieurs revues chimiques importantes et reçoit la plus haute distinction de l'American Chemical Society, la médaille Priestley, en 1935.

## Jeunesse et éducation
Noyes est né le 6 novembre 1857, près d'Independence, Iowa. Il obtient des diplômes AB et BS du Grinnell College en 1879 (après s'être inscrit à l'origine en 1875 dans des études classiques, avec la chimie comme matière secondaire). En tant que premier cycle, dans les quartiers d'hiver, Noyes enseigne à plein temps à la campagne. Après avoir obtenu son diplôme, il étudie et enseigne la chimie analytique à Grinnell, jusqu'à ce qu'il commence ses études supérieures à l'Université Johns-Hopkins en janvier 1881. Là, travaillant avec Ira Remsen, Noyes obtient son doctorat en 1882. Sa thèse de doctorat « Sur l'oxydation du benzène par l'acide chromique » est achevée en seulement un an et demi (bien qu'il ait également dû faire des analyses d'eau pour gagner sa vie). Grinnell lui décerne également un diplôme AM pour ce travail.

## Carrière
Après avoir obtenu son doctorat, Noyes enseigne pendant un an en tant qu'instructeur à l'Université du Minnesota. Il est ensuite professeur de chimie à l'Université du Tennessee, suivi de dix-sept ans au Rose Polytechnic Institute de Terre Haute, Indiana (à partir de là en 1886). En 1903, Noyes est embauché comme premier « chimiste en chef » pour le Bureau national des normes des États-Unis à Baltimore, Maryland. Sa détermination des poids atomiques conduit à "l'une des déterminations chimiques les plus précises jamais faites", le rapport des masses d'hydrogène à l'oxygène (qu'il a trouvé être de 1,00787:16). Avec HCP Weber, il reçoit la Médaille William-H.-Nichols en 1908 pour la détermination du poids atomique du chlore.
En 1907, il devient directeur du département de chimie de l'Université de l'Illinois à Urbana-Champaign, poste qu'il occupe jusqu'en 1926 et contribue à en faire l'un des principaux départements de chimie aux États-Unis. Malgré ses travaux antérieurs en chimie analytique, Noyes est peut-être mieux connu en tant que chimiste organique. Il est le premier à prouver définitivement la structure du camphre et étudie les réarrangements dans le camphre et les composés apparentés. Il travaille également sur "les théories électroniques de la valence, et la valence et la nature de l'azote dans le trichlorure d'azote " ainsi que sur le développement de "méthodes pour la détermination du phosphore, du soufre et du manganèse dans le fer ".

## Directeur de revues
Noyes est rédacteur en chef du Journal of the American Chemical Society de 1902 à 1917. De plus, il fonde Chemical Abstracts et en est le premier directeur de 1907 à 1910. Il fonde également American Chemical Society Scientific Monographs (et en est le premier directeur de 1919 à 1941) et Chemical Reviews (et est son premier directeur de 1924 à 1926). Après la Première Guerre mondiale, Noyes cherche à promouvoir la compréhension internationale et à rétablir des relations harmonieuses entre les chimistes français et allemands.

## Honneurs
Noyes reçoit la médaille Priestley, la plus haute distinction de l'American Chemical Society, en 1935. Il est décédé le 24 octobre 1941.
Le laboratoire Noyes de l'Université de l'Illinois à Urbana-Champaign est nommé en son honneur en 1939. Le laboratoire a été construit à l'origine en 1902, agrandi sous Noyes en 1916 (il a plus que doublé sa taille) et nommé ACS National Historical Chemical Landmark par l'ACS dans sa 100e année, en 2002.

## Famille
Noyes est le plus jeune fils de Spencer W. Noyes et Mary Noyes, et est né dans leur ferme. Avec sa première épouse, Flora Collier Noyes, il a plusieurs enfants, mais tous sauf William, (né le 18 avril 1898 à Terre Haute, Indiana) meurent dans leur petite enfance. Flora est en mauvaise santé pendant plusieurs années avant sa mort en mars 1900. Noyes se remarie en 1901 et a un fils, Charles, en 1904. Sa deuxième épouse est décédée d'un accident vasculaire cérébral en août 1914. À l'automne 1915, Noyes se remarie à Katharine Macy Noyes. Ils ont deux fils, Richard et Pierre (en). Albert, Richard et Pierre ont tous suivi leur père dans les sciences et l'université.